# Jarosławka (obwód czerkaski)
Jarosławka (ukr. Ярославка) – wieś na Ukrainie, w obwodzie czerkaskim, w rejonie zwinogródzkim, w hromadzie Łypjanka. W 2001 liczyła 466 mieszkańców, spośród których 456 wskazało jako ojczysty język ukraiński, 6 rosyjski, a 4 mołdawski.